# Balistes punctatus
Espèce
Le baliste tacheté ou baliste ponctué (Balistes punctatus) est une espèce de poissons osseux vivant habituellement en milieu récifal subtropical.